# Cecil Steffen
Cecil Steffen (* 21. März 1919 in Chicago; † 8. Dezember 2009 in Hazel Green/Wisconsin) war eine US-amerikanische Musikpädagogin und Komponistin.
Die Tochter deutscher Einwanderer hatte ab dem neunten Lebensjahr Klavierunterricht, den sie an der St. Clara Academy in Sinsinawa, dem Dominican College in San Rafael, Kalifornien, und der University of California, Berkeley fortsetzte. Nach ihrem Abschluss als Bachelor of Music 1941 begann sie Klavier und Schulmusik zu unterrichten. 1944 trat sie in den Orden der Sinsinawa Dominican Sisters ein. Sie unterrichtete dann in Oklahoma, bevor sie ihre musikalische Ausbildung am Peabody Institute in Baltimore fortsetzte, wo sie Abschlüsse als Bachelor und Master in Musiktheorie und Komposition erlangte. Von 1960 bis 1963 und ab 1976 unterrichtete sie Klavier und Musiktheorie am Rosary College in River Forest, Illinois. Neben zahlreichen kirchenmusikalischen Werken komponierte Steffen auch Klavierstücke und Kammermusik.

## Werke
- Heard Across the Hall für Klavier
- With a Hook and a Whirl für Klavier
- Quam Dilecta Tabernacula Tua für dreistimmigen Frauenchor
- Golden Bells
- Pioneer Priest, musikalische Vignetten über das Leben von Vater Samuel Mazzuchelli
- Songs from the Mazzuchelli Suite
- Pioneer Priest
- My Lover Belongs to Me and I to Him
- Dance Carol für Stimme und Klavier
- God, keep a clean wind blowing
- Heard across the Hall für Klavier
- How loveley is Your Dwelling Place für Frauenchor und Klavier
- I have a Dream für Solostimme oder Frauenchor und Klavier
- I thank You God for most this amazing für Solostimme oder Frauenchor und Klavier
- Let Nothing disturb Thee für Stimme und Klavier
- Mass in Honor of St. Catherine of Siena
- O sing a new Song
- Polka for Two (a la Stravinsky) für Klavierduo
- Prince of Peace Mass
- Sinsinawa für Stimme und Klavier
- Sonata for Violin and Piano
- St. Catherine's Prayer für Stimme und Klavier
- St. Francis' Prayer for Peace, für Stimme und Klavier (2004)
- Tarantella für Stimme und Klavier (Text von Hilaire Belloc)
- The Piper für Stimme und Klavier (Text von Jeremy Finnegan)
- Suite for Piano
- To Be near God für Stimme und Klavier
- Your House is beautiful für Solostimme oder Frauenchor und Klavier